# Чобановка (Новоаненский район)
Чобановка (рум. Ciobanovca) — село в Новоаненском районе Молдавии. Является административным центром коммуны Чобановка, включающей также сёла Балмаз, Мирное и Новотроицкое.

## География
Село расположено на высоте 70 метров над уровнем моря.

## Население
По данным переписи населения 2004 года, в селе Чобановка проживает 1072 человека (520 мужчин, 552 женщины).
Этнический состав села:
| Национальность | Число жителей | Процентный состав |
| -------------- | ------------- | ----------------- |
| молдаване      | 690           | 64.37             |
| украинцы       | 212           | 19.78             |
| русские        | 145           | 13.53             |
| болгары        | 6             | 0.56              |
| гагаузы        | 2             | 0.19              |
| румыны         | 1             | 0.09              |
| евреи          | 1             | 0.09              |
| прочие         | 15            | 1.4               |
| Всего          | 1072          | 100%              |